# Саййод (Шахрітуський район)
Саййо́д (тадж. Сайёд) — село у складі Хатлонської області Таджикистану. Адміністративний центр джамоату Талбака Садріддінова Шахрітуського району.

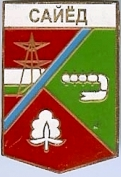
Герб села часів СРСР

Назва села перекладається як «мисливець». В радянські часи село називалось Саят.
Населення — 4688 осіб (2017).